# 郭惟清
郭惟清（1509年—？），字寅仲，武功中衛匠籍，直隸崑山縣人，明朝政治人物。

## 生平
順天府學附學生。嘉靖十三年（1534年）甲午科順天府鄉試第一百六名舉人。嘉靖十七年（1538年）中式戊戌科會試第二百二十八名，登第三甲第一百三十一名進士。十九年任太原府推官，歷刑部署郎中，嘉靖二十九年（1550年）二月陞河南按察司僉事。升湖广布政司右参议，三十四年三月以事贬官。

## 家族
曾祖郭福敬；祖父郭泰；父郭昇，母楊氏。具庆下。弟惟和、惟一。